# There's Good in the Worst of Us
There's Good in the Worst of Us è un cortometraggio muto del 1915 diretto da Fred Cooley. Di genere western, prodotto dalla Mustang (American Film Manufacturing Company), il film aveva come interpreti Forrest Taylor e Anna Little.

## Trama
Stanca dell'Est e delle convenzioni formali del proprio ambiente, la bella e ricca Carol Danforth decide di partire per l'Ovest. Arrivata a Holden, prende alloggio all'Eagle House, l'unico albergo del luogo. Poi si reca all'Hole in the Wall, un locale famigerato dove si trova anche l'altrettanto famigerato Black Pete, un uomo che, secondo i bene informati, si vanta di avere sulla sua Colt più tacche di qualsiasi altra pistola nel giro di molti chilometri. Black Pete, quando vede la bella straniera, decide che sarà sua. Ma Ainsley, il fidanzato di Carol che l'ha accompagnata nell'Ovest, cerca di protestare contro la sua interferenza.

Più tardi, Ainsley rivede Blake Pete, avvisandolo che non ha più niente a che fare con Carol. Poi fugge via, temendo per la sua vita, dopo aver sentito Blake Pete dire che avrebbe ucciso il primo uomo dell'Est in cui sarebbe incappato. Scappando, Ainsley ha un incidente in un punto pericoloso della strada e cade riverso. Alcuni cavalieri che sostano in quel luogo, ne trovano il corpo e lo portano in città.

Blake Pete, qualche giorno dopo, si presenta a Carol raccontandole che Ainsley, anni prima, all'università, aveva guadagnato la sua fiducia e poi aveva ingannato e sedotto sua sorella, abbandonandola e fuggendo via. Carol, parlando con lui, si rende conto di amare questo robusto uomo delle pianure.

## Produzione
Il film fu prodotto dalla American Film Manufacturing Company.

## Distribuzione
Distribuito dalla Mutual, il film - un cortometraggio in due bobine - uscì nelle sale statunitensi il 10 dicembre 1915.